# Vàrvara Rúdneva
Vàrvara Aleksàndrovna Rúdneva-Kaixevàrova, rus: Варвара Александровна Руднева-Кашеварова, de soltera Nafànova, rus: Нафанова, (1841, Txàvussi o Txaussi, gubèrnia de Moguilev, llavors Imperi Rus, actual Belarús - Stàraia Russa, a l'actual Óblast de Nóvgorod, 1899) fou una metgessa russa.Fou la segona dona a Rússia a ser metgessa i obtenir una llicenciatura en medicina (1876), després de Nadejda Súslova.
El títol de Doctor en Medicina li va ser atorgat per la defensa de la tesi "Materials per a l'anatomia patològica de la vagina uterina" (1867).
El seu examen va ser únic a Rússia en aquell moment i va rebre molta atenció. Tot i la prohibició contra les dones d'estudiar a la Universitat, se li va donar una dispensa especial per estudiar per la seva voluntat de tractar les dones que es negaven a ser tractades per metges homes per raons religioses.
Rúdneva-Kaixevàrova s'especialitzà en obstetrícia i ginecologia, i els seus articles científics foren publicats en revistes russes i alemanyes. Kaixevàrova es va convertir en membre de la "Societat de Metges russos a Sant Petersburg", i també va fer un informe científic. També va ser la primera dona a ser admesa com a membre de l'associació mèdica.
Des de 1881 va viure durant més de 8 anys en una granja (uiezd de Valuiski, gubèrnia de Vorónej), dedicada a l'agricultura i a la pràctica mèdica entre els camperols dels pobles dels voltants; a continuació, es va traslladar a Stàraia Russa, on finalment moriria per causa d'una greu malaltia cardíaca.

## Llegat
Un dels cràters de Venus porta el nom d'ella.